# Giovanni l'Ossita
Giovanni VІІ l'Ossita (fl. XI-XII secolo) è stato un vescovo ortodosso bizantino, Patriarca ortodosso di Antiochia dal 1090 al 1155.
Nel 1097, quando arrivò l'esercito assediante della Prima crociata egli fu imprigionato da Yaghisiyan, il governatore selgiuchide di Antiochia, che dubitava della sua lealtà.
Ogni tanto veniva appeso dalle mura ed i suoi piedi venivano colpiti con verghe di ferro.
Fu rilasciato e ristabilito come patriarca quando i Crociati conquistarono la città nel 1098.
Presto i crociati nominarono anche un patriarca latino, Pietro I di Narbona, che fu consacrato da Giovanni, ma i due patriarchi coesistettero fianco a fianco solo per breve tempo, fino a quando Giovanni divenne politicamente scomodo per il primo Principe di Antiochia, Boemondo I.
Boemondo lo accusò di cospirare con l'Impero bizantino, un vecchio nemico di Boemondo e della sua famiglia normanna, così Giovanni nel 1100 fu esiliato a Costantinopoli.
Sotto il patriarca Bernardo di Valenza, che succedette a Pietro di Narbona, la Chiesa cristiana ortodossa fu repressa in favore della Chiesa cattolica.
A Costantinopoli Giovanni si ritirò in un monastero ad Oxia, dove scrisse dei trattati antilatini.
Alla sua morte un nuovo patriarca greco-ortodosso fu nominato a Costantinopoli fino a quando fu possibile ristabilirlo in Antiochia, nel tardo XII secolo.